# El peón (cortometraje)
El peón es un mediometraje escrito y dirigido por Mario Goia, estrenada el 25 de mayo de 2014 de género dramático.
Marcó un hito en Paraguay ya que fue la primera película transmitida en internet y televisión abierta en simultáneo y de forma gratuita para toda la población.
Está protagonizada por Gustavo Ilutovich en el papel de Hans, Víctor Sosa Traverzzi en el papel de Rubén González, y Rubén Zapattini en el papel de Klaus. Asimismo el mediometraje contó con la colaboración de Valentino Goia (hijo del director), Enrique Paats y Claudio Biedermann en la voz en off.
La película fue difundida en horario prime time por uno de los canales más importantes de Paraguay, el Canal 13, el domingo 25 de mayo del 2014 a las 21:00hs y al mismo tiempo vía streaming en la página web del Canal 13, en un canal de Vimeo en HD 720p y en YouTube para su versión SD.
La audiencia que participaba activamente durante la emisión de la misma, calificó a la película de «muy buena». Obtuvo miles de comentarios positivos.
La prensa especializada la calificó de «muy entretenida» y que la película había cumplido con creces la expectativa generada en las redes sociales.

## Historia

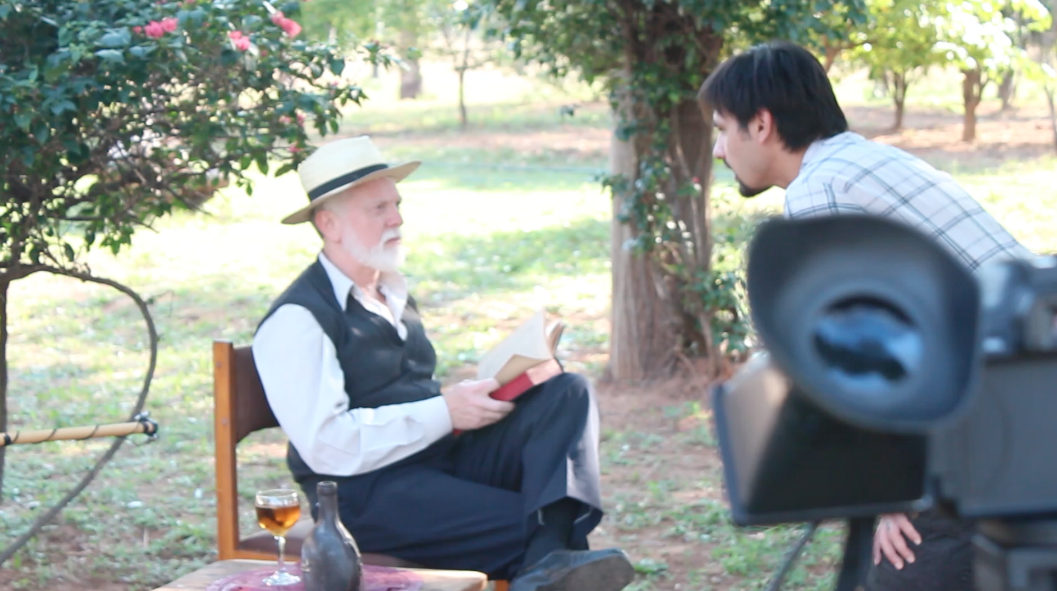
Gustavo Ilutovich en el papel de Hans, junto al director Mario Goia.

"El peón" es un guion original creado por Mario Goia, que en esa época era un joven estudiante de cine, que al mismo tiempo dirigió la película.
Relata la historia de tres personas que se ven involucradas en una granja adaptada al año 1990 en Paraguay, donde el dueño de la misma, el Sr. Hans ―interpretado por el reconocido actor local Gustavo Ilutovich― es un exjerarca nazi que luego de la Segunda Guerra Mundial (1939-1945) se refugia en la ciudad de Hohenau (Paraguay) donde había vivido el médico y criminal nazi Josef Mengele (1911-1979). En la granja recibe la visita de un hombre ―interpretado por Víctor Sosa Traverzzi (1980-), quien protagonizó la película 7 cajas―.
que se presenta buscando un puesto de peón.
Esta es la primera producción audiovisual de Mario Goia enfocada al entretenimiento, anteriormente realizó trabajos audiovisuales en el sector privado para importantes empresas del mercado paraguayo.

## Argumento

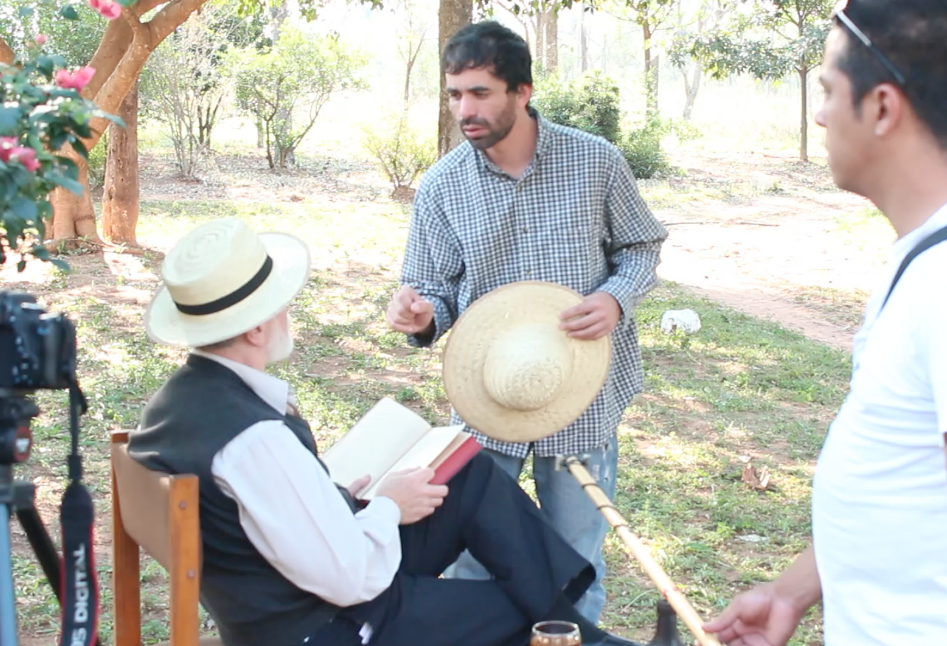
Víctor Sosa Traverzzi en el papel de Rubén Gonzalez, junto a Gustavo Ilutovich en el papel de Hans. De perfil, René Britez captura el sonido de la escena.

Rubén González aparece un día en una granja en busca de trabajo, el dueño de la granja un alemán de nombre Hans le da la oportunidad de quedarse. Lo que no sabe es que Rubén viene con intenciones de robar, ya que maneja información de que el Alemán tiene muchas joyas escondidas. A su vez, Rubén tampoco sabe que el Alemán se dará cuenta de su verdadera intención.

## Producción
La película de 44 minutos de duración fue realizada con una sola cámara de fotos, la Canon T3i, un lente KIT 18-55 y un lente fijo de 50m 1.8 ambos Canon.
Se editó mediante el software Adobe Premier CS6. Se filmó en 8 días, en jornadas de 8 a 14 horas y se posprodujo en otros 10 días.
Es uno de los presupuestos más bajo en la historia de Paraguay que se conocen ya que costó 10.000.000 de guaraníes (unos 2500 USD).
La audiencia paraguaya promedio considera que El peón es un «cortometraje»
aunque técnicamente es un «mediometraje».
El elenco principal estuvo comprendido por cinco personas, los tres actores, Gustavo Ilutovich (Sr. Hans), Víctor Sosa Traverzzi (Rubén González), Rubén Zappattini (Klaus), el director Mario Goia y el productor Hebert Ausfeld.
El equipo que dio apoyo a esta producción estuvo conformado por René Brítez, Alberto Vega, Claudio Biederman (voz en off y traducciones al alemán), Enrique Paats (oficial alemán) y Valentino Goia (Hans cuando era niño).
Esta película ha marcado un precedente en Paraguay ya que pasa a posicionarse como la primera película en estrenarse por Internet y en un canal de aire, y fue vista en más de 100 países según estadísticas de Vimeo, un total de más de 8000 espectadores al momento de su estreno vía Internet entre YouTube y Vimeo, marcando así un hito en cuanto a entretenimiento gratuito.
El material hablado en español fue subtitulado también al mismo idioma para que la película sea inclusiva a personas con capacidades diferentes en la audición.

### Sitio oficial de la película
- https://vimeo.com/76995612
- https://www.youtube.com/watch?v=F6cRYagfvkc
- https://www.facebook.com/Elpeonpelicula/info/?tab=page_info

- Datos: Q17630055
- Multimedia: El peón (short film) / Q17630055